# Coluccio Salutati
Coluccio Salutati, italijanski politik in zgodovinar, * 1331, Stignano, † 1406, Firence.
Leta 1375 je bil imenovan za kanclerja Firenc. Zaradi njegovega delovanja velja za enega najpomembnejšega voditelja renesančnih Firenc.

## Dela
- Epistolario
- Invectiva (Žalitev), 1403
- De saeculo et religione (O stoletju in religiji), 1381
- De fato, fortuna et casu (O usodi, sreči in primeru), 1396-1399
- De nobilitate legum et medicinae (O uglednžih prava in medicine), 1399
- De tyranno (O tiranu), 1400
- De laboribus Herculis (O herkulskih naporih), nedokončano